# Gezondheidsprofilering
Gezondheidsprofilering (ook wel bekend als gezondheidsrisicoprofilering) is een van de meestgebruikte instrumenten op het gebied van gezondheidsbevordering. Het vormt vaak de eerste stap in uitgebreide gezondheidsbevorderende programma’s.

## Definitie
Gezondheidsprofilering begint met een vragenlijst die gebruikt wordt om het individu inzicht in gezondheidsrisico’s te bieden en de persoonlijke kwaliteit van leven. Gezondheidsprofilering bestaat meestal uit drie belangrijke ingrediënten – een uitgebreide vragenlijst, een berekening van een score of risico en individuele terugkoppeling hierover variërend van face-to-face contact tot een automatisch online rapport.
Centers for Disease Control and Prevention (VS) definieert gezondheidsprofilering als volgt:”Een systematische aanpak om informatie te verzamelen bij individuen om risicofactoren te identificeren, het bieden van geïndividualiseerde terugkoppeling over gezondheidsrisico’s en het koppelen van het individu op basis van deze kennis aan een interventie om gezondheid te verbeteren, functie te behouden en/of ziekte te voorkomen”.
De belangrijkste doelen van gezondheidsprofilering zijn:
- Bepalen van gezondheidstoestand
- Inschatten van gezondheidsrisico’s
- Informeren en bieden van terugkoppeling aan deelnemers over gezondheidsrisico’s en hoe deze gerelateerd zijn aan gedrag om gedragsverandering te bevorderen.

## Gebruik
Wanneer een individu alle stappen afgerond heeft voor de gezondheidsprofilering, ontvangt men een gedetailleerd rapport dat de gezondheidsscore of gezondheidsrisico’s toelicht. Deze score is meestal onderverdeeld in categorieën zoals stress en voeding. Het rapport kan ook aanbevelingen bevatten over welke stappen individuen kunnen nemen om deze gezondheidsrisico’s te reduceren.
Aanvullend ontvangen werkgevers vaak een rapport met geanonimiseerde en geaggregeerde data over de deelnemers. Deze rapporten bevatten demografische informatie en leggen het verband tussen gezondheidsrisico’s, verzuim en productiviteit. Rapportage op organisatieniveau kan zo de eerste stap vormen om gericht interventies in te zetten en het effect hiervan op de gezondheidsrisico’s binnen de populatie in kaart te brengen.

## Gezondheidsprofilering afname
Gezondheidsprofilering begint meestal met een online vragenlijst. Andere manieren voor gezondheidsprofilering zijn: op papier, per telefoon, via de post of face-to-face.
Online gezondheidsprofilering biedt voordelen:
- Op maat – online vragenlijsten kunnen zo gemaakt worden dat ze zich aanpassen op basis van ingevulde antwoorden.
- Lagere administratieve kosten.
- Individu ontvangt onmiddellijk feedback.

## Doeltreffendheid
Uitgebreid onderzoek laat zien dat gezondheidsprofilering effectief gebruikt kan worden om:
- Gezondheidsrisico’s te identificeren.[1][8][9][10]
- Gezondheidsgerelateerde kosten te voorspellen.[1][8][9][10]
- Verzuim en productiviteit te meten.[11][12]
- Doeltreffendheid van gezondheidsbevorderende interventies te meten.[13][14]

Er is ook bewijs dat enkel het meedoen aan gezondheidsprofilering een positief effect heeft op gedragsverandering en de gezondheidstoestand.
Het is echter algemeen geaccepteerd dat gezondheidsprofilering het meest effectief is om gedragsverandering teweeg te brengen wanneer het onderdeel is van een integraal gezondheidsprogramma. Gezondheidsprofilering wordt voornamelijk gebruikt als een hulpmiddel om gezondheidsrisico’s in kaart te brengen binnen een populatie en om vervolgens gericht interventies en gedragsveranderingprogramma’s in te kunnen zetten om de geïdentificeerde probleemgebieden aan te pakken.

## Voordelen
Wellness Councils of America (WELCOA) heeft een lijst gepubliceerd met tien voordelen van het uitvoeren van gezondheidsprofilering binnen een organisatie. Enkele van deze voordelen:
- Medewerkers inzicht bieden in hun huidige gezondheidstoestand.
- Individu in staat stellen om de gezondheidstoestand actief te volgen.
- Mogelijkheid om medewerkers concrete en betrouwbare gezondheidsinformatie aan te bieden, wat helpt bij gedragsverandering.
- Stelt de organisatie in staat om op basis van kennis over de populatie resultaatgerichte gezondheidsbevorderende programma’s op te zetten.
- Kan een organisatie inzicht bieden in de productiviteit in relatie met gezondheidsrisico’s.
- Betrekt zowel werknemers als medewerkers in het gezondheidsmanagement proces.

## Beperkingen
Bij gezondheidsprofilering wordt er geen diagnose gesteld. Gezondheidsprofilering kan geen consult met een professional vervangen.

## Aanbieders
In Nederland zijn er weinig aanbieders van gezondheidsprofilering. In Amerika zijn er meer dan 50 verschillende aanbieders van instrumenten voor gezondheidsprofilering, zoals Health Media, Vielife, Healthways, Optum Healthy, Wellsource en WebMD.